# Краснинский район (Липецкая область)
Кра́снинский райо́н — административно-территориальная единица в Липецкой области России. В границах района образован одноимённый муниципальный район.
Административный центр — село Красное.

## География
Площадь 980 км². Основные реки — Дон, Красивая Меча, Быстрая Сосна и Семенёк.
На территории района расположен заказник редчайшей флоры «Плющань» — одно из урочищ заповедника «Галичья Гора».
В районе расположены три месторождения полезных ископаемых: строительного камня, известняка технологического и строительного песка.

## История
Район образован 30 июля 1928 года в составе Центрально-Чернозёмной области (ЦЧО) (до 1930 входил в Елецкий округ). После разделения ЦЧО 31 декабря 1934 года вошёл в состав Воронежской, а 27 сентября 1937 года — во вновь образованную Орловскую область. После образования 6 января 1954 года Липецкой области включён в её состав. 1 февраля 1963 район был упразднён (территория вошла в Лебедянский район), но 11 января 1965 года восстановлен.

## Население
| 1939    | 1959    | 1970    | 1979    | 1989    | 2002    | 2006    |
| ------- | ------- | ------- | ------- | ------- | ------- | ------- |
| 41 772  | ↘27 025 | ↘22 440 | ↘17 735 | ↘16 335 | ↘15 728 | ↘13 100 |
| 2009    | 2010    | 2011    | 2012    | 2013    | 2014    | 2015    |
| ↗14 181 | ↘13 498 | ↘13 429 | ↘13 182 | ↘13 107 | ↘12 969 | ↘12 849 |
| 2016    | 2017    | 2018    | 2021    |         |         |         |
| ↘12 716 | ↘12 495 | ↘12 311 | ↗13 374 |         |         |         |

### Национальный состав
По итогам переписи населения 2020 года проживали следующие национальности (национальности менее 0,1 % и другое, см. в сноске к строке «Другие»):
| Национальность | Численность, чел. | Доля     |
| -------------- | ----------------- | -------- |
| Русские        | 12 187            | 91,12 %  |
| Армяне         | 341               | 2,55 %   |
| Азербайджанцы  | 248               | 1,85 %   |
| Цыгане         | 148               | 1,11 %   |
| Украинцы       | 76                | 0,57 %   |
| Таджики        | 35                | 0,26 %   |
| Грузины        | 33                | 0,25 %   |
| Даргинцы       | 26                | 0,19 %   |
| Осетины        | 24                | 0,18 %   |
| Молдаване      | 23                | 0,17 %   |
| Чеченцы        | 22                | 0,16 %   |
| Рутульцы       | 22                | 0,16 %   |
| Ингуши         | 21                | 0,16 %   |
| Табасараны     | 19                | 0,14 %   |
| Татары         | 16                | 0,12 %   |
| Узбеки         | 15                | 0,11 %   |
| Другие         | 118               | 0,90 %   |
| Итого          | 13 374            | 100,00 % |

## Административно-муниципальное устройство
Краснинский район, в рамках административно-территориального устройства области, включает 8 административно-территориальных единиц — 8 сельсоветов.
В Краснинский район входят восемь сельских поселений:
| № | Муниципальное образование | Административный центр | Количество населённых пунктов | Население, чел. | Площадь, км² |
| - | ------------------------- | ---------------------- | ----------------------------- | --------------- | ------------ |
| 1 | Александровский сельсовет | посёлок Краснинский    | 16                            | ↗2993           | 101,19       |
| 2 | Гудаловский сельсовет     | деревня Лаухино        | 7                             | →738            | 91,75        |
| 3 | Дрезгаловский сельсовет   | село Верхнедрезгалово  | 5                             | ↗1188           | 95,00        |
| 4 | Ищеинский сельсовет       | село Ищеино            | 10                            | ↗1093           | 137,01       |
| 5 | Краснинский сельсовет     | село Красное           | 16                            | ↘4659           | 157,96       |
| 6 | Сотниковский сельсовет    | село Сотниково         | 18                            | ↗869            | 163,44       |
| 7 | Суходольский сельсовет    | село Решетово-Дуброво  | 8                             | ↗695            | 106,94       |
| 8 | Яблоновский сельсовет     | село Яблоново          | 7                             | ↗1139           | 79,96        |

## Населённые пункты
В Краснинском районе 87 населённых пунктов.
| №  | Населённый пункт     | Тип     | Население | Муниципальное образование |
| -- | -------------------- | ------- | --------- | ------------------------- |
| 1  | Александровка        | деревня | 203       | Александровский сельсовет |
| 2  | Александровка        | деревня | 15        | Суходольский сельсовет    |
| 3  | Архангельское        | село    | 25        | Гудаловский сельсовет     |
| 4  | Бредихино            | село    | 178       | Александровский сельсовет |
| 5  | Бредихино            | деревня | 79        | Краснинский сельсовет     |
| 6  | Брянцево             | деревня | 68        | Ищеинский сельсовет       |
| 7  | Васильевка           | деревня | 10        | Александровский сельсовет |
| 8  | Верхнедрезгалово     | село    | 441       | Дрезгаловский сельсовет   |
| 9  | Верхнее Брусланово   | село    | 226       | Ищеинский сельсовет       |
| 10 | Волтовской           | посёлок | 13        | Яблоновский сельсовет     |
| 11 | Выглядовка           | деревня | 20        | Александровский сельсовет |
| 12 | Выползово            | деревня | 19        | Сотниковский сельсовет    |
| 13 | Гололобово           | деревня | 21        | Сотниковский сельсовет    |
| 14 | Гребенкино           | деревня |           | Краснинский сельсовет     |
| 15 | Гудаловка            | село    | 240       | Гудаловский сельсовет     |
| 16 | Дворики              | деревня | 27        | Гудаловский сельсовет     |
| 17 | Дегтевая             | деревня | 350       | Краснинский сельсовет     |
| 18 | Дерновка             | деревня | 80        | Краснинский сельсовет     |
| 19 | Дмитриевка           | деревня | 0         | Александровский сельсовет |
| 20 | Донской              | посёлок | 3         | Яблоновский сельсовет     |
| 21 | Екатериновка         | деревня | 0         | Суходольский сельсовет    |
| 22 | Епанчино             | деревня | 170       | Краснинский сельсовет     |
| 23 | Жаркий Верх          | деревня | ↘8        | Сотниковский сельсовет    |
| 24 | Жуково               | деревня | 0         | Краснинский сельсовет     |
| 25 | Заовражное           | деревня | ↘8        | Сотниковский сельсовет    |
| 26 | Засосенка            | деревня | ↘67       | Дрезгаловский сельсовет   |
| 27 | Знаменка             | деревня | 106       | Александровский сельсовет |
| 28 | Ивановка 1-я         | деревня | 9         | Сотниковский сельсовет    |
| 29 | Ильинка              | деревня | 0         | Краснинский сельсовет     |
| 30 | Ищеино               | село    | 469       | Ищеинский сельсовет       |
| 31 | Казачье              | деревня | 0         | Александровский сельсовет |
| 32 | Каменка              | деревня | 36        | Краснинский сельсовет     |
| 33 | Клевцово             | деревня | ↘10       | Александровский сельсовет |
| 34 | Колодезское          | деревня | 79        | Гудаловский сельсовет     |
| 35 | Корытное             | деревня | 179       | Дрезгаловский сельсовет   |
| 36 | Корытное Второе      | деревня | 0         | Александровский сельсовет |
| 37 | Красная Половина     | деревня | 0         | Александровский сельсовет |
| 38 | Краснинский          | посёлок | 2161      | Александровский сельсовет |
| 39 | Красное              | село    | ↘3634     | Краснинский сельсовет     |
| 40 | Красное 1-я          | деревня | 3         | Сотниковский сельсовет    |
| 41 | Лаухино              | деревня | 181       | Гудаловский сельсовет     |
| 42 | Лески                | посёлок | 553       | Яблоновский сельсовет     |
| 43 | Лимовая              | деревня | 90        | Краснинский сельсовет     |
| 44 | Лукошкино            | деревня | 10        | Гудаловский сельсовет     |
| 45 | Лутошкино            | деревня | 57        | Краснинский сельсовет     |
| 46 | Лысовка              | деревня | 30        | Александровский сельсовет |
| 47 | Лысовка              | деревня | 0         | Суходольский сельсовет    |
| 48 | Малинки              | деревня | 3         | Сотниковский сельсовет    |
| 49 | Малотроицкое         | деревня | 79        | Яблоновский сельсовет     |
| 50 | Мамоново             | деревня | 43        | Сотниковский сельсовет    |
| 51 | Марьино              | деревня | 20        | Яблоновский сельсовет     |
| 52 | Машенино             | деревня | 19        | Краснинский сельсовет     |
| 53 | Мокрое               | село    | 11        | Сотниковский сельсовет    |
| 54 | Монаенки             | село    | 15        | Сотниковский сельсовет    |
| 55 | Морево               | деревня | 240       | Гудаловский сельсовет     |
| 56 | Нижнедрезгалово      | село    | 261       | Дрезгаловский сельсовет   |
| 57 | Николаевка           | деревня | 118       | Александровский сельсовет |
| 58 | Никольское           | село    | 50        | Суходольский сельсовет    |
| 59 | Новая                | деревня | 1         | Ищеинский сельсовет       |
| 60 | Отскочное            | село    | ↘53       | Яблоновский сельсовет     |
| 61 | Переверзево          | деревня | 61        | Краснинский сельсовет     |
| 62 | Подкрасное           | деревня | 87        | Краснинский сельсовет     |
| 63 | Покровка             | село    | 0         | Дрезгаловский сельсовет   |
| 64 | Половнево            | деревня | 175       | Сотниковский сельсовет    |
| 65 | Пятницкое            | село    | 7         | Сотниковский сельсовет    |
| 66 | Ратманово            | деревня | 0         | Сотниковский сельсовет    |
| 67 | Решетово-Дуброво     | село    | 337       | Суходольский сельсовет    |
| 68 | Рогово               | деревня | 53        | Александровский сельсовет |
| 69 | Сапрыкино            | деревня | 7         | Сотниковский сельсовет    |
| 70 | Сапрычка             | деревня | 23        | Суходольский сельсовет    |
| 71 | Свободная            | деревня | 0         | Ищеинский сельсовет       |
| 72 | Сергиевское Второе   | село    | 68        | Ищеинский сельсовет       |
| 73 | Сергиевское Первое   | село    | 264       | Ищеинский сельсовет       |
| 74 | Скороварово Второе   | деревня | 25        | Александровский сельсовет |
| 75 | Скороварово Первое   | деревня | 10        | Александровский сельсовет |
| 76 | Смородиновка         | деревня | 5         | Ищеинский сельсовет       |
| 77 | Солнцево             | деревня | 2         | Сотниковский сельсовет    |
| 78 | Сотниково            | село    | 344       | Сотниковский сельсовет    |
| 79 | Сотниковские Выселки | деревня | 16        | Суходольский сельсовет    |
| 80 | Суходол              | село    | 249       | Суходольский сельсовет    |
| 81 | Талица               | деревня | ↗21       | Краснинский сельсовет     |
| 82 | Толбузино            | деревня | 4         | Ищеинский сельсовет       |
| 83 | Федянино             | деревня | 5         | Сотниковский сельсовет    |
| 84 | Хрущево              | село    | 66        | Краснинский сельсовет     |
| 85 | Щербаково            | деревня | 252       | Сотниковский сельсовет    |
| 86 | Яблоново             | село    | ↘378      | Яблоновский сельсовет     |
| 87 | Яковлево             | село    | 0         | Ищеинский сельсовет       |

Упразднённые населённые пункты:
- 1978 год — деревни Алексеевка, Берёзовка, Лялино; деревня Бродово включена в состав села Сергиевское Первое, посёлок станции Лутошкино включен в состав села Красное, деревня Озёрные Отвержки включена в состав деревни Сапрычка, село Покровское включено в состав деревни Верхнее Брусланово, посёлок станции Рождество включен в состав посёлка Пески, село Сухинино включено в состав села Сапрыкино[25].
- 1987 год — деревни Венюково, Заовражье, Каширка, Погорелово, Чернавка, Шаталовка, поселок Степь[25].
- 1988 год — деревня Шепиловка включена в состав села Красное[25].
- 1995 год — деревня Отрадовка включена в состав села Красное[25].
- 2001 год — деревни Михайловка, Писарево, Таврия.

## Официальные символы района
Герб Краснинского района утверждён решением сессии районного Совета депутатов № 5/62 от 20 мая 2004 года.
Флаг Краснинского района утверждён решением сессии районного Совета депутатов от 20.05.2004 № 5/63 «О флаге муниципального образования Краснинский район».

## Транспорт
- Протяжённость автомобильных дорог в Краснинском районе составляет 307,6 км, в том числе с асфальто-бетонным покрытием 183,4 км.
- Протяжённость железнодорожных линий линий составляет 42,5 км. Действует ж-д станция Лутошкино.

## Достопримечательности
- Рождественский карьер.
- Церковь Георгия Победоносца в селе Выползово.
- Плющань — участок заповедника Галичья Гора.